# Тамаруго мангровий
Тамару́го мангровий (Conirostrum bicolor) — вид горобцеподібних птахів родини саякових (Thraupidae). Мешкає в Південній Америці.

## Опис
Довжина птаха становить 11,4 см, вага 10,5-11 г. У представників номінатичного підвиду верхня частина тіла блакитнувато-сіра, нижня частина тіла бліда, сірувато-охриста. Горло і нижні покривні пера хвоста світліші. Представники підвиду C. b. minus мають дещо менші розміри, скроні і нижня частина тіла у них рудуваті, особливо нижні покривні пера хвоста. Очі червоні, лапи рожевуваті. Дзьоб тонкий, гострий, дещо вигнутий.

## Підвиди
Виділяють два підвиди:
- C. b. bicolor (Vieillot, 1809) — узбережжя північної Колумбії, Венесуели, Гвіани, Бразилії (місцями до Сан-Паулу), також на островах Тринідад і Маргарита та в долині Ріу-Бранку;
- C. b. minus (Hellmayr, 1935) — долина Амазонки.

## Поширення і екологія
Мангрові тамаруго мешкають в Колумбії, Венесуелі, Гаяні, Французькій Гвіані, Суринамі, Бразилії, Еквадорі, Перу та на Тринідаді і Тобаго. Вони живуть в мангрових і заболочених лісах та на річкових островах. Зустрічаються переважно на висоті до 150 м над рівнем моря. Живляться комахами і насінням. Гніздо чашоподібне, встелене пір'ям, розміщується на мангровому дереві. В кладці 2 яйця, поцяткованих темними плямками. Мангрові тамаруго іноді стають жертвами гніздового паразитизму синіх вашерів.

## Збереження
МСОП класифікує стан збереження цього виду як близький до загрозливого. Мангрові тамаруго є досить поширеним видом в межах свого ареалу, однак їм загрожує знищення природного середовища.